# Erardo
Erardo  è un nome proprio di persona italiano maschile.

## Varianti in altre lingue
- Catalano: Herard[3], Erard[3], Erjard[3]
- Danese: Erhardt[4], Erhard[4]
- Germanico: Hariard[5], Herhard[5], Herard[5], Erhard[5][6], Erhart[5], Erard[5], Airard[5], Eirard[5]
- Latino: Erardus[1]
- Spagnolo: Herardo[3], Erardo[3], Erhardo[3]
- Tedesco: Erhard[6]

## Origine e diffusione
È un nome germanico, dall'etimologia dibattuta. Secondo alcune fonti si tratta di una variante di Eraldo. Altre lo considerano un nome indipendente, formato da un primo elemento identificato con hari ("esercito") o con era ("onore", "rispetto"), e da un secondo generalmente indicato con hard ("forte", "tenace") (o, secondariamente, con ward, "custodire").

## Onomastico
L'onomastico ricorre l'8 gennaio in memoria di sant'Erardo, vescovo di Ardagh e poi di Ratisbona.

## Persone
- Erardo II di Brienne, conte di Brienne
- Erardo della Marca, cardinale e vescovo cattolico tedesco
- Erardo di Ratisbona, vescovo tedesco
- Erardo Cócaro, allenatore di calcio e calciatore uruguaiano

### Variante Erhard
- Erhard Bauer, calciatore tedesco
- Erhard Fappani, pittore svizzero
- Erhard Heiden, militare tedesco

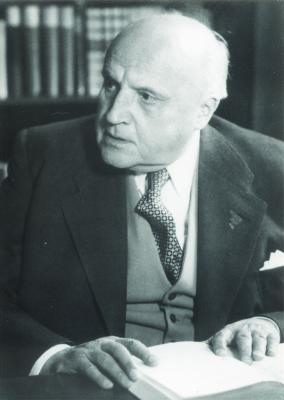
Erhard Schmidt

- Erhard Karkoschka, compositore tedesco
- Erhard Krack, politico tedesco
- Erhard Loretan, alpinista svizzero
- Erhard Meinhold, calciatore tedesco
- Erhard Milch, generale tedesco
- Erhard Minder, pentatleta svizzero
- Erhard Mosert, calciatore tedesco
- Erhard Reuwich, tipografo e incisore olandese
- Erhard Schmidt, matematico tedesco

### Altre varianti
- Erhardt Gißke, architetto tedesco